# Hossein Panahi
Hossein Panahi Dezhkooh  (persisch حسین پناهی دژکوه‎; * 28. August 1956; † 7. August 2004) war ein iranischer Schauspieler und Dichter.

## Filmografie

### Filme
- Baba Aziz (2005)
- Ghessé hayé kish (1999) (segment "The Greek Boat")
- Ruz-e vagh'e (1995)
- Mard-e na-tamam (1992)
- Mohajeran (1992)
- Avinar (1991)
- Hey Joe! (1988)

### Theater
- Chizi Shabih-e Zendegi
- Do Morghabi Dar Meh

### TV-Serien
- Mahalle-ye Behdasht
- Roozi Roozegari
- Azhans-e Doosti
- Imam Ali
- Dozdan-e Madabozorg
- Koochak-e Jangali
- Yahya va Golabatoon
- Roozegar-e Gharib

## Bücher
- Man va Nazi
- Setareh
- Goldan va Aftab
- Payambar-e Bi Ketab
- Del-e Shir